# Klaus Hinrich Stahmer

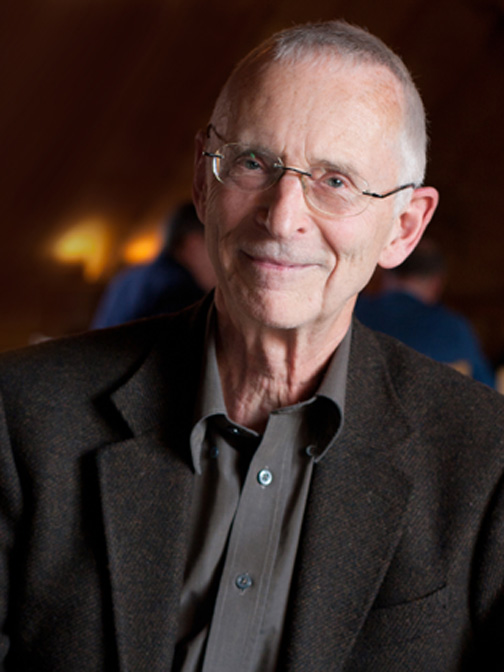
Klaus Hinrich Stahmer (2011)

Klaus Hinrich Stahmer (* 25. Juni 1941 in Stettin) ist ein deutscher Komponist und Musikwissenschaftler. Er gab der Entwicklung der E-Musik in den 1980er-Jahren Impulse durch seine multimedialen Arbeiten (u. a. Musik mit Klangskulpturen und musikalischen Grafiken). Künstlerisches Neuland erschloss er auch mit seinen der Weltmusik zuzurechnenden Kompositionen für außereuropäische Instrumente.

## Biografie
Klaus Hinrich Stahmer wurde in Stettin geboren. 1945 floh die Familie vor russischem Militär in den Westen. Während seiner Schulzeit in Lüneburg von 1947 bis 1960 erhielt er Instrumentalunterricht (Violoncello und Klavier) und wirkte als Sänger bei Oratorien- und Chorkonzerten mit. Nach dem Abitur absolvierte er ein breitgefächertes Musikstudium am Dartington College of Arts in England, am Hochschulinstitut für Musik Trossingen und der Musikhochschule Hamburg (Künstlerische Reifeprüfung Musiktheorie, Privatmusiklehrerexamen Violoncello, 1. Staatsexamen Schulmusik an Gymnasien) sowie an der Universität Hamburg und der Universität Kiel. Seine Promotion zum Dr. phil. erfolgte im Jahr 1968 in Kiel. In seiner Dissertation „Musikalische Formung in soziologischem Bezug“ legte Stahmer ein rezeptionsorientiertes Analysemodell vor, welches die gesellschaftlichen Hintergründe der Kammermusik von Johannes Brahms in die kompositionstechnische Betrachtung einbezieht.
Von 1969 bis 2004 war Stahmer als Hochschullehrer für musikwissenschaftliche Fächer (Musikgeschichte, Instrumentationsgeschichte, Formenlehre und Musikethnologie u. a.) an der Hochschule für Musik Würzburg tätig, seit 1977 mit einer Professur.
Wesentliche Impulse gingen von seiner Mitarbeit (1970/80er-Jahre) und Leitung (1989–2004) des Studios für Neue Musik aus. 1976 gründete er in Würzburg das Festival Tage der Neuen Musik, das er bis 2001 leitete. Er weitete seinen Einsatz für die zeitgenössische Musik auf die Stadt Würzburg und darüber hinaus auf ganz Deutschland aus. So kuratierte und organisierte er in Zusammenarbeit mit dem Hindemith-Institut Frankfurt die Ausstellung „Musikalische Graphik“. Die in Würzburg (Städtische Galerie) und Frankfurt (Paul-Hindemith-Institut) gezeigten Grafischen Partituren von John Cage, Earle Brown, Dieter Schnebel und vielen anderen Wegbereitern der grafischen Notation wurden in Konzerten klanglich umgesetzt und realisiert. Zu erwähnen ist in diesem Zusammenhang auch die Organisation und Durchführung einer Ausstellung von rund 40 Klangskulpturen, hergestellt und entwickelt von 22 Künstlern aus vier europäischen Ländern, die als Wanderausstellung in Würzburg (Städtische Galerie), Bonn (Kulturforum), Heidelberg (Heidelberger Kunstverein), Düren Leopold-Hoesch-Museum) und Dornbirn/Österreich (Spielboden) zu sehen war. Arbeiten u. a. von Bernard Baschet (Paris), Edmund Kieselbach, Gerlinde Beck, Stephan von Huene, Martin Riches, Peter Vogel wurden von Komponisten (darunter Anestis Logothetis, Klaus Ager und Siegfried Fink und Musikern wie z. B. Herbert Försch-Tenge, Peter Giger und Hans-Karsten Raecke in Kompositionen eingesetzt und in Improvisationen zum Klingen gebracht und abschließend in einer LP-Edition dokumentiert.
Neben seiner Tätigkeit als Hochschullehrer, Festival- und Konzertorganisator veröffentlichte Stahmer Bücher, Artikel und Aufsätze zu Themen aus dem Bereich der neuen Musik und arbeitete als Journalist für verschiedene Rundfunksender und Zeitschriften. Seit 2013 ist er Mitglied der Freien Akademie der Künste in Hamburg.
Kulturpolitisch war Stahmer in mehreren Gremien  wie dem Deutschen Musikrat unter anderem für die Belange der zeitgenössischen Musik tätig und war von 1983 bis 1987 sowie von 2000 bis 2002 Präsident der deutschen Sektion der Internationalen Gesellschaft für Neue Musik (IGNM). Den Schwerpunkt seines öffentlichen Wirkens sah er in der Vertiefung der Beziehungen zwischen Deutschland und Israel sowie in der Annäherung Polens und Deutschlands.
Seit seiner Emeritierung vom Hochschuldienst arbeitet Stahmer primär als Komponist und reist zu Vortrags- und Studienreisen in die Länder des Nahen und des Fernen Ostens.

## Werkübersicht
Nach  Threnos  für Viola und Klavier (1963) und weiteren Jugendwerken fand Stahmer in der Zusammenarbeit mit bildenden Künstlern zu neuen Ausdrucksformen, teilweise unter Verwendung elektronischer Mittel. Schlüsselwerke wie Transformationen (1972) und das Schlagzeugduo I can fly (1975) zeigen Stahmer als Experimentator, der sich neben visueller Darstellungsmittel auch der zeitgenössischen Lyrik bedient und in kammermusikalischen Stücken wie Quasi un requiem (Texte: Henry Miller; 1974) und Tre paesaggi (Texte: Cesare Pavese; 1976) Musik mit hohem Symbolgehalt schuf. Seit Mitte der 70er-Jahre finden sich auch Bühnenwerke wie das mit elektronischen Mitteln gestaltete, von Zaga Živković choreografierte und am 18. Januar 1980 vom „Studio za suvremeni ples“ in Zagreb mit Siegfried Behrend als Solist an der Gitarre uraufgeführte Ballett Espace de la solitude oder das in Gemeinschaftsproduktion mit dem Jazz-Saxofonisten Bernd Konrad entstandene  Ballett Die Nashörner (nach Eugène Ionesco). Größer besetzte Kammermusikzyklen wie die Acht Nachtstücke (1980), der Bühneneinakter Singt, Vögel (1985/86; Inszenierungen an den Bühnen der Landeshauptstadt Kiel, im Marstalltheater München und im Gasteig München) oder auch die Drei Bagatellen – in memoriam Igor Strawinsky (1992) lassen ein Gespür auch für größere Dimensionen erkennen.
Daneben erforschte Stahmer die klanglichen Möglichkeiten von Elmar Dauchers Klangsteinen und Installationen von Edmund Kieselbach. Hatte er zuvor meist improvisatorisch mit ähnlichen Klangskulpturen gearbeitet, entwickelte er nun systematisch Klangstrukturen, bei denen Klangsteine mit herkömmlichen Klangkörpern wie dem Streichquartett (Kristallgitter; 1992) oder Akkordeon (To lose is to have; 1999) zusammengeführt werden. Seit 1994 macht sich zunehmend der Einfluss außereuropäischer Musizierformen bemerkbar, ablesbar an den drei Songlines (1994) oder dem einstündigen, in Australien uraufgeführten Klavierzyklus Sacred Site (1996). Stücke wie There is no return (1998) zeigen, dass Stahmers Beschäftigung mit fremden Ethnien nicht nur musikimmanent auf sein Komponieren ausstrahlt, sondern auch politisches Engagement für die Opfer weißer Gewaltherrschaft beinhaltet. Vom Mitgefühl für die Opfer des Holocaust geprägt ist das in mehrjähriger Arbeit entstandene Tonbandstück (mit Vibrafon-Solo) Che questo è stato (1999). Das Duo für die chinesische Mundorgel Sheng und die chinesische Zither Guzheng Silence is the only Music (2004) eröffnet eine Serie von Stücken, in denen Stahmer die Spielweise und Tongebung nichteuropäischer Instrumente zur Darstellung seiner musikalischen Vorstellungen heranzieht. Bei dem in Zusammenarbeit mit dem libanesischen Dichter Fuad Rifka entstandenen Zyklus Gesänge eines Holzsammlers (2009) setzt Stahmer die arabische Zither Qanun und Rahmentrommel ein. In Zusammenarbeit mit dem Alphornspieler Martin Roos entstanden 2021/22 Botschaft und Bergwind.
Stahmers Kompositionen, darunter zahlreiche Vokal- und Instrumentalsoli, entstanden vielfach in künstlerischer Zusammenarbeit mit Musikern wie Carla Henius (Gesang), Siegfried Behrend, Reinbert Evers und Wolfgang Weigel (Gitarre), Kolja Lessing, Herwig Zack und Florian Meierott (Violine), Stefan Hussong (Akkordeon), Philipp Vandré (Klavier) sowie Spezialisten für außereuropäische Instrumente wie dem Sheng-Spieler Wu Wei, Xu Fengxia und Makiko Goto (Guzheng/Koto), Gilbert Yammine (Qanun) sowie Vivi Vassileva und Murat Coşkun (orientalische Rahmentrommel).

## Stilistik

Stahmer: Die Landschaft in meiner Stimme (Ausschnitt)

„Klaus Hinrich Stahmer zählt zu der Komponistengeneration, die in ihrer Jugend von der Zwölftonmusik, der Musikästhetik Theodor W. Adornos und der musikalischen Avantgarde der sechziger und siebziger Jahre zwar geprägt wurde, aber dann einen eigenen Weg suchte und fand.“ Anfänglich von Hindemith und Bartók beeinflusst, suchte er nach neuen Ausdrucksmöglichkeiten, wobei ihn der an der Universität Hamburg lehrende Musikwissenschaftler Constantin Floros mit seiner musikphilologischen Interpretation der Werke von Schönberg, Mahler und Berg zu einer eigenen und ausdrucksintensiven Schreibweise ermutigte und sein Interesse für musikalische Analyse weckte. Durch die Beschäftigung mit der Bildersprache zeitgenössischer Maler und Bildhauer erhielt Stahmer in den 1970er Jahren wesentliche Impulse und entwickelte multimediale Werke, wobei er sich mit den „Farb- und Raumbezügen der Musik und musikalischen Graphik“ auseinandersetzte. So band er seit 1972 instrumental und elektronisch realisierte Klangfarben in zeitliche Prozesse ein, bei denen diatonisches oder chromatisches Skalendenken ebenso wenig Sinn ergibt wie die Suche nach motivisch-thematischen Kriterien. Dabei kam es zwangsläufig auch zur Auflösung des an klassisch-romantischen Typen orientierten Formdenkens und zu Experimenten mit den „offenen Formen“, die Stahmer im In- und Ausland vorstellte. „Nicht zu unterschätzen ist die Rolle der eigenen Mitwirkung bei solchen Auftritten: Häufig am Mischpult bzw. mit seinem Violoncello mitten unter den Interpreten sitzend und agierend, konnte er, ohne den Umweg über eine Partitur gehen zu müssen, sein akustisches Material unmittelbar erspüren und direkt formen, und nicht selten verwischten sich die Grenzen zwischen Komponiertem und Improvisiertem.“ Wurde hier der Instrumentalklang geräuschhaft erweitert und aufgebrochen, zeichnet sich in Vokalwerken wie Die Landschaft in meiner Stimme (1978) eine Hinwendung auch zu den phonetischen Möglichkeiten der mit Mund und Stimmbändern produzierten Klänge ab (siehe Abbildung).
Nach einer überwiegend von Klangexperimenenten geprägten Schaffensphase suchte Stahmer ab 1980 nach Möglichkeiten, diese Erfahrungen auf die eher traditionellen Spiel- und Gesangstechniken zu übertragen, z. B. in unbegleiteten Solokompositionen wie Aristofaniada (1979) und Now (1980). Hieraus entwickelte sich eine verstärkt auf der stilistischen Retrospektive aufbauende, das Vorbild jedoch nur in gebrochener Form vermittelnde Schreibweise, die sich zunehmend an Idealen wie Klangschönheit und Spielfreude orientiert. Parallel hierzu kam es allerdings, beginnend mit der musikalischen Grafik  Geburtstagskanon für John Cage (1982) und noch deutlicher erkennbar mit dem Tonbandstück Der Stoff aus dem die Stille ist (1990), zu einer Gegenbewegung. Der klanglichen Üppigkeit begegnete er nun immer entschiedener mit einer Reduktion der Mittel und Zurücknahme des Ausdrucks. Knapp und klar geschnitten erscheinen die Klanggesten schließlich in den beiden Klavierstücken Musik der Stille (1994/98) und dem an japanisches Nô-Theater erinnernden Duo Ima (2007).
Hatte Stahmer sich Anfang der 1970er-Jahre von den melodischen und Harmonikmodellen der Schönbergschule abgewendet und einem erneuerten Form- und Klangdenken in seinem Schaffen Raum gegeben, ist in den letzten Jahren eine Rückkehr zur Tonalität festzustellen, jedoch operiert diese Tonalität jenseits aller funktionsharmonikalen Klangverbindungen mit den modalen Klangvorstellungen arabischer „Maquame“ (Modi) oder fernöstlicher Stimmungen und bezieht zuweilen die reine (pythagoräische) Intonation mit ein. Hinzu kommt die spezielle Klangwelt außereuropäischer Instrumente wie Qanun, Sheng, Koto, Shakuhachi u. a., die auf Grund ihrer speziellen Stimmungen und Spieltechniken für ungewöhnliche Klangstrukturen im modernen Satzgefüge sorgen. Dabei hat Stahmer „sehr subtil die jeweiligen Eigenarten und Grenzen der verwendeten Instrumente ausgelotet und auf eine transkulturelle, bzw. eine persönliche Ebene gehoben.“ Bei dieser Hinwendung zu den nichteuropäischen Instrumenten veränderten sich nach und nach auch die Satzstrukturen, Formen und Zeitdimensionen. Mehr und mehr entfalteten sich die Stücke jetzt aus der Klanglichkeit heraus und gelangten in die Nähe archaischer Musikformen, die sich Stahmer durch Beschäftigung mit sog. „Primitivkulturen“ erschlossen hatten. Dass seine Musik dabei trotzdem eher „westlich“ klingt, verdankt sie einer klaren Abgrenzung gegenüber jeglicher Form von Stilkopie. Er hat vielmehr im Laufe seiner Entwicklung zu einer „ganz eigenen Tonsprache gefunden, in der Europäisches und Nichteuropäisches miteinander verschmelzen.“ Sein Ziel sieht der Komponist in einer „Bereicherung der europäischen Musik durch die Einbeziehung asiatischer [und anderer] Elemente.“ Indem er „in seiner Musik seismografisch auf die Entwicklung einer globalen Kultur“ reagiert und sich „für ein tieferes Verständnis außereuropäischer Musik“ sowie den „gleichberechtigten Dialog mit Musikern Afrikas und Asiens“ engagiert, ist es ihm gelungen, „der Kompositionskunst neue Horizonte“ zu eröffnen. Am ehesten lässt sich diese ästhetische Position des Komponisten mit dem von Wolfgang Welsch eingeführten Begriff der „Transkulturalität“ beschreiben.

## Themen und Inhalte

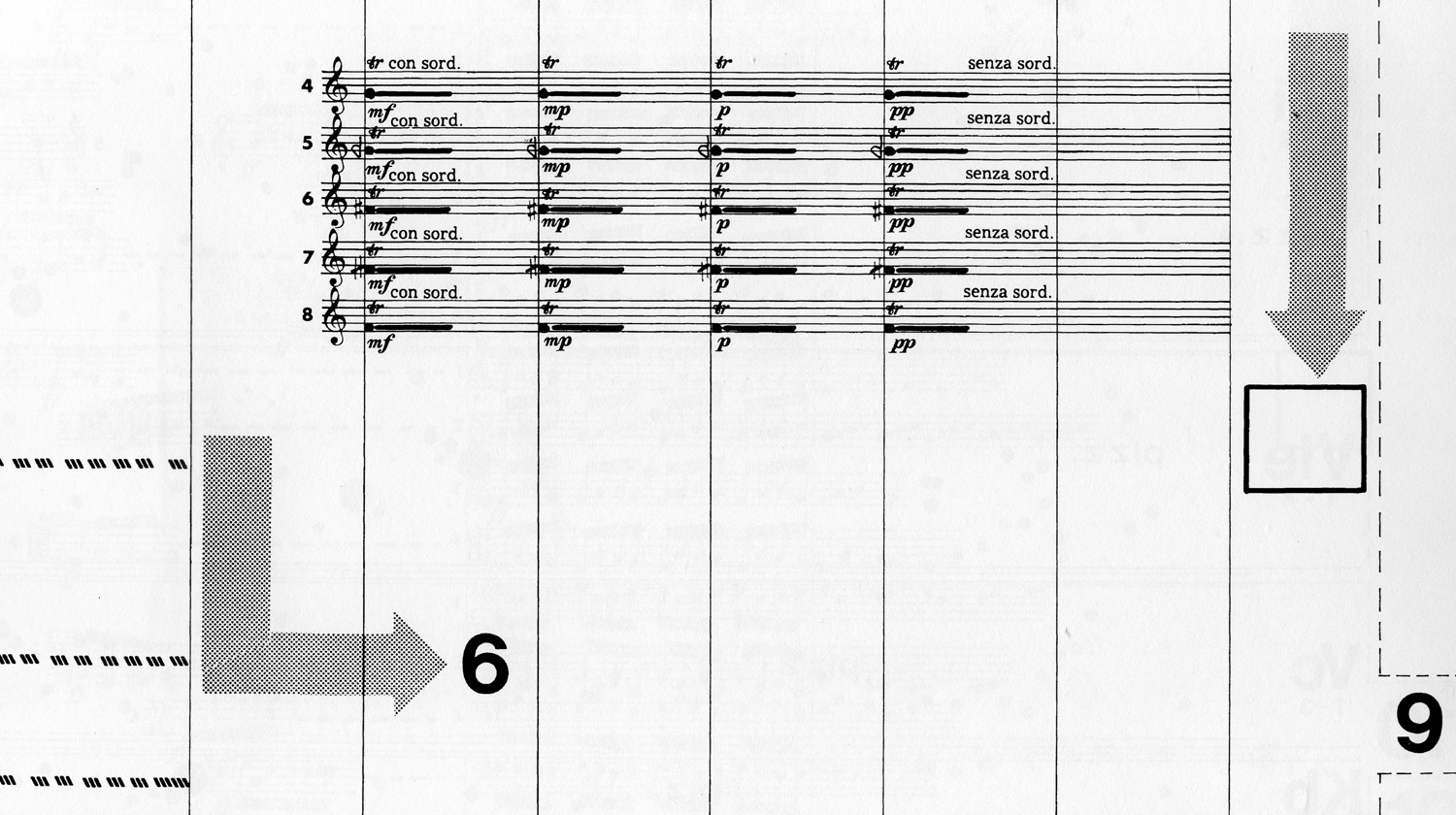
Ausschnitt der Partitur Mobile Aktionen für Streicher, 1974

„Inspirationen aus bildender Kunst und Literatur waren wichtig für Stahmer um seinen Blick zu weiten, um über die Grenzen der Musik hinaus zu schauen, um sich zu öffnen.“ So gehören bis auf wenige Ausnahmen Stahmers Kompositionen nicht zu dem Typus von Werken, bei denen ein Spiel um des Spielens willen stattfindet. Vielmehr sieht der Komponist seine Musik als Mitteilungsmittel: „Die meisten meiner Stücke haben eine Botschaft. Bevor ich ein Stück schreibe, ist es mir wichtig, dass ich nicht über die Technik nachdenke, sondern mich frage, was ich eigentlich sagen will, und mir dann die musikalischen Mittel zurechtlege und entwickle, mit denen ich diese Gedanken am fasslichsten ausdrücken kann.“ Stahmers Werke sind mit außermusikalischem Sinn aufgeladen und werden erst durch die semantische Entschlüsselung im vollen Umfang verständlich. Vielfach erschließen sich die Inhalte dem Hörer durch die zur Vertonung verwendeten Texte, weil „fast die Hälfte seiner Werke in enger Beziehung zur Sprache steht“. Dabei hat Stahmer immer wieder „neue Möglichkeiten“ entdeckt, „ein Verhältnis zwischen den unterschiedlichen künstlerischen Ausdrucksmitteln Musik und Wortsprache herzustellen. Das Spektrum reicht von Textvertonung im herkömmlichen Sinne bis hin zur musikalischen Interpretation und Paraphrase einer lediglich als Material verstandenen sprachlichen Vorlage.“
Die Liste der zur Vertonung herangezogenen Texte reicht von Bibeltexten über griechische Tragödiendichtung bis in die Gegenwart, wobei eindeutig ein Schwerpunkt auf der zeitgenössischen Lyrik liegt. Sie enthält große Namen der deutschen Gegenwartsliteratur wie Erich Arendt, Nelly Sachs, Hans Erich Nossack, Hans Magnus Enzensberger und Erich Fried, daneben aber auch Lyriker wie z. B. Jürgen-Peter Stössel, Hans Georg Bulla, Wolfgang Hilbig und Jürgen Fuchs. Vielfach stammen die Gedichte und Prosatexte von anglo-amerikanischen Autoren wie u. a. Henry Miller, Dylan Thomas, Edward Estlin Cummings, Wystan Hugh Auden. Der Bilderreichtum und der Sprachklang von Dichtern des Mittelmeerraums wie z. B. Cesare Pavese, Giuseppe Ungaretti oder Vicente Aleixandre ließen klang- und spielfreudige Stücke entstehen. Insbesondere waren es jedoch Texte von Eugène Ionesco und Samuel Beckett, die zu tonsprachlich neuartigen und inhaltlich wichtigen Stücken geführt haben. Auffallend viele Poeten entstammen dem afrikanischen Kulturkreis wie z. B. Sandile Dikeni, Dikobe wa Mogale oder Jean-Felix Belinga Belinga. Eine besonders enge Zusammenarbeit bestand mit dem Libanesen Fuad Rifka. Daneben griff Stahmer aber auch auf anonyme Textquellen zurück wie beispielsweise die Grabinschriften eines jüdischen Friedhofs.
In vielen seiner Werke vermittelt Stahmer weltanschauliche Ideen. Geprägt durch eigene Erlebnisse von Krieg und Flucht, entwickelte er eine pazifistische Grundhaltung, denen er in Werken wie Quasi un requiem und Singt, Vögel Ausdruck gab. In seiner Laudatio anlässlich der Verleihung der Plakette der Freien Akademie der Künste in Hamburg an Stahmer sprach Martin Krüger von einem „tiefgreifenden Bewusstsein der schicksalhaften Verbundenheit mit den Vertriebenen, Geflüchteten, Unterdrückten unseres Globus“. Ist es in den genannten Werken aus früherer Zeit eine eher allgemeine pazifistische Einstellung, für die er sich entsprechende Sprachbilder in der Literatur suchte und Auszüge aus The Colossus of Maroussi von Henry Miller bzw. den Troerinnen von Euripides vertonte, schärfte sich später die Aussage zur Anklage gegen den Bau der Berliner Mauer (in Wintermärchen), gegen die Bücherverbrennung der Nationalsozialisten (in Gerettete Blätter) und gegen die Apartheidspolitik Südafrikas (in There is no Return). Auch hierbei stützt sich Stahmer auf Texte von Dichtern wie Heinrich Heine oder Sandile Dikeni. Erinnerungen an den Holocaust weckt er in Stücken wie … che questo è stato …, Mazewot. und Tefillot. Die in Zusammenarbeit mit Bernd Konrad geschaffene Ballettmusik Die Nashörner nach Rhinocéros von Eugène Ionesco ist ein Appell gegen die Ausbreitung des Faschismus.
Eine spirituelle Aussage trifft Stahmer in Stücken, deren Bindung an den Kanon der christlichen Kirchenmusik anfänglich noch recht offensichtlich ist (etwa in Davids Lobgesang), was indessen in späteren Jahren von der Hinwendung zu fernöstlichem Gedankengut abgelöst wurde (in WU, MING u. a.). Magisch-mythische Naturerfahrungen von Naturvölkern haben ihren Niederschlag gefunden in dem Klavierzyklus Sacred Site und den Songlines. Mit ihrer rituellen Darbietungsform und langen Aufführungsdauer verlassen diese Werke die herkömmliche Konzertpraxis und entfalten ihre Wirkung bevorzugt im Zusammenhang mit Tanz und Bildprojektionen. Eine Auseinandersetzung mit den Urkräften der Natur lässt die Komposition Bergwind für Alphorn und Windklänge erkennen. In solchen von Spiritualität getragenen Kompositionen wie auch den politisch engagierten Stücken zeichnet sich Stahmers Grundhaltung ab, die auf Weltoffenheit, Austausch und tiefem Verstehen basiert.

## Werke (Auswahl)
Orchester- und Bühnenwerke
- Die Nashörner (Ballettmusik, mit Bernd Konrad/1983)
- Singt, Vögel (Einakter/1985/86)
- May they come, may they disembark, may they stay and rest awhile in peace für großes Orchester (1997)

Klaviermusik:
- Sacred Site (1996)
- Musik der Stille (1994/98)
- Four Poems (2000/07)
- Ghinna’û Hattab [Gesänge eines Holzsammlers] (2009)
- People out of Nowhere für zwei Klaviere (2000)
- Inschrift der Vergänglichkeit (2016)

Kammermusik
- Quasi un requiem für Sprechstimme und Streichquartett (Texte: Henry Miller/1974)
- I can fly für 2 Schlagzeuger (1975/81)
- 8 Nachtstücke für Flöte, Gitarre und Violoncello (1983/90)
- Nocturne für Enzensberger für Gitarre solo (1984)
- Musik für die weißen Nächte für Gitarre und Streichquartett (1992)
- Em-bith-kâ [Der Adler ruft] für Streichquartett (1998)
- Mazewot [Grabsteine] für Violine solo (1998)
- There is no Return für Flöte, 2 Schlagzeuger und Klavier (1998/2005)
- Our Music is so sweet für Violine solo (2002)
- Redland für Violoncello solo (2005)
- Flüchtige Augenblicke für Akkordeon solo (2008/09)
- Solo für Kontrabass solo (2014)
- Weiss für Klarinette solo (2014)
- Postscriptum für Violoncello solo (2020)

Vokalmusik
- Tiere wie du und ich für gemischten Chor a cappella (Text:	Johannes R. Köhler/1975)
- Tre paesaggi für Sprechstimme, Gitarre, Schlagzeug und Tonband (Texte: Cesare Pavese/1976)
- Die Landschaft in meiner Stimme (Musikalische Grafik/1978)
- Now 4 Lieder für Singstimme solo (Texte: E. E. Cummings/1980)
- Wintermärchen für 3 Sprecher, Klarinette und Streichquartett (Texte: Heinrich Heine u. a./1981)
- Momentaufnahmen für Sprechstimme und Instrumentalensemble (1986/89)
- Épitaphe für gem. Chor (Text: Alphonse de Lamartine/2006–17)

Musik mit Klangskulpturen
- Erinnerungen aus den Wassern der Tiefe für Gitarre und Tonbandzuspielungen (Live-Elektronik ad libitum) (1978)
- Kristallgitter für Streichquartett, computergesteuerte Steinklänge und Ringmodulation (Klangstein von Elmar Daucher/1992)
- Herr der Winde für Flöte und Zuspiel-CD (Klangpaneele von Edmund Kieselbach/1997)

Musik für außereuropäische Instrumente
- Ning Shi [Gefrorene Zeit] für Sheng und Akkordeon od. Klavier (1994/2007)
- Silence is the only Music für Sheng und Guzheng (2004)
- Pulip Sori [Graslied] für Gayageum, Violoncello und Janggu (2006)
- Marthia [Trauergesang] für Violoncello und Qanun (2009)
- Zikkrayat [Erinnerungen] für Qanun (2009)
- Feng Yu [Herr der Winde] für Dizi und Zuspiel-CD (2007)
- WU für Sheng, Klarinette und Violoncello (2010)
- Baram Sori für Daegeum und Zuspiel-CD (2010)
- Taqasim für Qanun, Violine und Violoncello (2011)
- Aschenglut für orientalische Rahmentrommel und Klavier (2014)
- MING für Sheng, Akkordeon und Violoncello (2015)
- Der Weg für Sheng, Klarinette und Violoncello (2019/20)

## Diskografie (Auswahl)
- Sacred Site. Interpr.: Philipp Vandré, Klavier (Kreuzberg Records; 1998)
- silence is the only music. Kammermusik (6 Werke) für fernöstliche und europäische Musikinstrumente. Mit u. a. Wu Wei, Xu Fengxia, Makiko Goto, Andreas Gutzwiller (WERGO; 2009)
- Gesänge eines Holzsammlers. Mit Fuad Rifka und Horst Mendroch, Rezitation; Pi-Sien Chen, Klavier; Murat Çoskun, Rahmentrommel; Gilbert Yammine, Qanun (WERGO; 2010)
- Licht. Kammermusik (u. a. „Ming“ u. „Aschenglut“). Mit u. a. Wu Wei, Wen-Sinn Yang, Vivi Vassileva, Stefan Hussong, Pi-Hsien Chen, Maruan Sakas (Kreuzberg Records; 2016)

## Schriften
- Anmerkungen zur Streichquartettkomposition nach 1945. In: Hamburger Jahrbuch für Musikwissenschaft Bd. 4, Wagner, Hamburg 1980, S. 7–32.
- Mahlers Frühwerk. Eine Stiluntersuchung. In: K. H. Stahmer (Hrsg.), Form und Idee in Gustav Mahlers Instrumentalmusik. Heinrichshofen, Wilhelmshaven 1980, S. 9–28.
- Musik in der Residenz. Würzburger Hofmusik; Würzburg (Stürtz) 1983
- Der Klassik näher als dem Klassizismus. Die Streichquartettkompositionen von Strawinsky. In: Hindemith-Jahrbuch Annales Hindemith Bd. 12, Schott, Mainz 1983, S. 104–115.
- Mythos Klang. Progress oder Regression? In: Klangskulpturen, Ausstellungskatalog. Hrsg.: Frankfurt Feste/Alte Oper, Frankfurt 1985.
- Bearbeitung als Interpretation. Zur Schubertrezeption Gustav Mahlers, Hans Zenders und Friedhelm Döhls sowie Zwischen Nostalgie und Utopie – Musik über und zu Gustav Mahler von Peter Ruzicka, Helmut Lachenmann, Wilhelm Killmayer, Vittorio Fellegara, Detlev Glanert, Michael Denhoff, Walter Zimmermann, Babette Koblenz und Thomas Jahn. In: K. H. Stahmer (Hrsg.), Franz Schubert und Gustav Mahler in der Musik der Gegenwart. Schott, Mainz 1997, S. 25–62. u. S. 93–106.
- Neue Klangwelt der Gitarre. In: nova giulianiad 11/88, S. 126 ff.
- Fünfzig Jahre neue Musik in Israel. In: Jahrbuch der Bayerischen Akademie der Schönen Künste, Bd. 12. München 1998, S. 526–523.
- Zwischen Hörspiel und musique concrète – Klaus Hashagens radiophonische Musik. In: Komponisten in Bayern, Band 42; Tutzing 2003; S. 75–90.
- Mit Papa Haydn am Kilimandscharo – Afrikanische Streichquartette. In: Neue Zeitschrift für Musik, Heft 5, 2006, S. 18–23.
- Wind kommt auf – Anmerkungen zu „Angin“. In:  Torsten Möller (Hrsg.), „Wenn A ist, ist A“ – Der Komponist Dieter Mack. Pfau, Saarbrücken 2008, S. 101–110.
- Das Fremde und das Eigene. Gedanken eines Weggefährten zur außereuropäisch inspirierten Musik von Peter Michael Hamel. In: Komponisten in Bayern Bd. 61; München (Allitera) 2017, S. 62–87.

## Auszeichnungen und Preise
- 1981: 1. Preis im Wettbewerb „Junge Komponisten gesucht“ der Stadt Koblenz
- 1984: 1. Preis  im Wettbewerb der Onyûkai Association Tokyo
- 1986: Johann-Wenzel-Stamitz-Preis der Künstlergilde Esslingen e. V.
- 1994: Kulturpreis der Stadt Würzburg
- 1996: Verdienstkreuz am Bande des Verdienstordens der Bundesrepublik Deutschland
- 2001: Händel-Förderpreis der Stadt Halle (geteilter Händel-Kompositionspreis)
- 2006: Ehrenpreis im Tsang-Houei-Hsu-Wettbewerb Taipeh
- 2017: 1. Preis Carl von Ossietzky-Wettbewerb Oldenburg
- 2019: Wilhelm-Hausenstein-Ehrung der Bayerischen Akademie der Schönen Künste
- 2020: Kompositionspreis im Wettbewerb des via-nova-Chores München[16]
- 2021: Plakette der Freien Akademie der Künste in Hamburg